# لورنا مایتلند
لورنا مایتلند (انگلیسی: Lorna Maitland؛ زادهٔ ۱۹ نوامبر ۱۹۴۳ ‏(۸۱ سال) در گلندیل، کالیفرنیا، ایالات متحده) یک هنرپیشه اهل ایالات متحده آمریکا است.